# The Kids from Yesterday
The Kids from Yesterday è il sesto e ultimo singolo estratto dall'album Danger Days: The True Lives of the Fabulous Killjoys dei My Chemical Romance, pubblicato il 20 gennaio 2012 solo in Australia.
Pubblicato in formato CD, ne è stato realizzato un numero limitato di copie, disponibile per l'acquisto con una maglietta esclusiva.

## Video musicale
Il video ufficiale del brano è stato pubblicato il 15 gennaio 2012. È stato realizzato unendo un fan video pubblicato precedentemente da una ragazza di nome Emily Eisemann a un collage di vari video scelti dalla band per meglio descrivere, a loro detta, gli anni dalla loro formazione sino al loro miglior momento della carriera, al Festival di Reading e Leeds nell'estate 2011.

## Tracce
1. The Kids from Yesterday (album version) – 5:27
2. The Kids from Yesterday (Dan P. Carter Remix) – 4:58
3. Zero Percent – 2:48
4. The Ghost of You (Live - Zane Lowe Session) – 4:59
5. Planetary (Go!) (Lags Gallows Remix) – 4:02
6. Planetary (Go!) (Vasquez/Gorman Remix) – 3:59

## Formazione
My Chemical Romance
- Gerard Way – voce
- Ray Toro – chitarra solista, cori
- Frank Iero – chitarra ritmica, cori
- Mikey Way – basso

Altri musicisti
- Michael Pedicone – batteria
- James Dewees – tastiera, cori